# Maraîchers (Métro Paris)

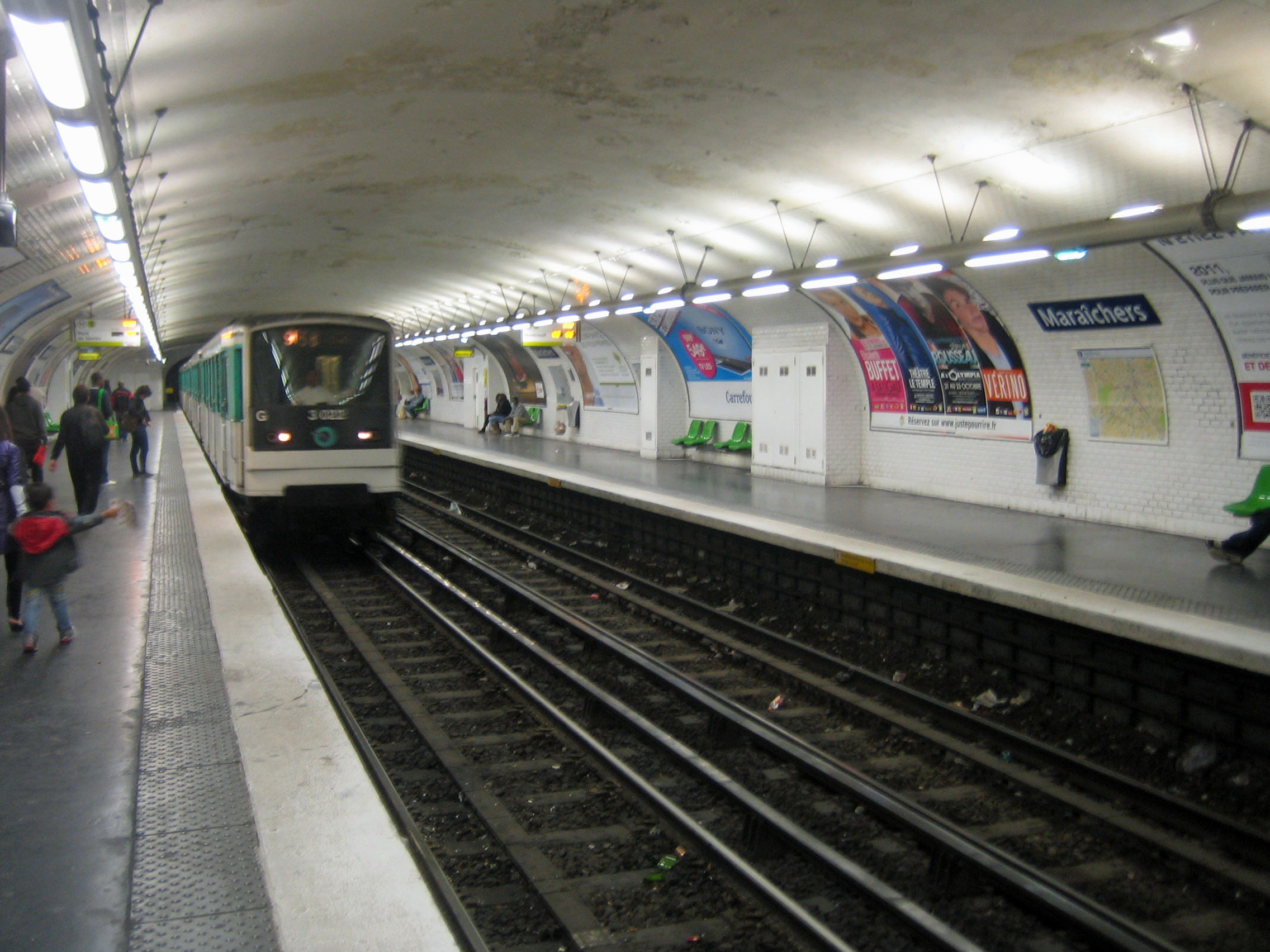
Zug der Baureihe MF 67 bei der Einfahrt in die Station, 2011

Der U-Bahnhof Maraîchers ist eine unterirdische Station der Linie 9 der Pariser Métro.

## Lage
Die Station befindet sich im Quartier de Charonne des 20. Arrondissements von Paris. Sie liegt längs unter der Rue d’Avron östlich der kreuzenden Rue des Pyrénées.

## Name
Den Namen gibt die die Rue d’Avron ebenfalls kreuzende Rue des Maraîchers. Die östlich von Paris angesiedelten Maraîchers (Gemüsegärtner) trugen ab der Regierungszeit Heinrichs IV. (1572–1610) zur Versorgung der Stadt mit Obst und Gemüse bei.

## Geschichte und Beschreibung
Die Station wurde am 10. Dezember 1933 in Betrieb genommen, als die Linie 9 um 6430 m von Richelieu – Drouot bis Porte de Montreuil verlängert wurde. Sie hat zwei Seitenbahnsteige an zwei Streckengleisen und wurde mit einer Länge von 105 m errichtet. Der Querschnitt ist ellipsenförmig, die Seitenwände sind weiß gefliest.
Die drei Zugänge liegen in der Rue des Pyrénées beiderseits deren Kreuzung mit der Rue d’Avron. Sie sind durch je einen von Adolphe Dervaux im Stil des Art déco entworfenen Kandelaber markiert.

## Fahrzeuge
Die Linie 9 wird mit konventionellen Fahrzeugen betrieben, die auf Stahlschienen verkehren. Zunächst verkehrten Züge der Bauart Sprague-Thomson, die dort ihr letztes Einsatzgebiet hatten. 1983 kam die Baureihe MF 67 auf die Strecke. Seit Oktober 2013 kam zunehmend die Baureihe MF 01 zum Einsatz, am 14. Dezember 2016 verkehrte der letzte MF-67-Zug auf der Linie 9.